# Sycorax (měsíc)

Sycorax (původním označením S/1997 U 2) je jeden z malých vnějších měsíců planety Uran s nepravidelnou oběžnou dráhou.
Měsíc Sycorax je od planety vzdálen 12 179 000 kilometrů. Jeho průměr není přesně znám, odhaduje se na cca 150 km a hmotnost cca 5.4×1018 kg, oběžná doba je 1 288,28 dne.
Byl objeven 9. června 1997 astronomy Brettem Gladmanem, Philipem Nicholsonem, Josephem Burnsem a Johnem Kavelaarsem za použití Haleova teleskopu společně s měsícem Caliban.
Podobně jako ostatní Uranovy měsíce nese Sycorax své jméno podle jedné z postav díla Williama Shakespeara, konkrétně ze hry Bouře.